# Kermanshah
Kermanshah (tiếng Kurd: کرماشان Kermashan, tiếng Ba Tư: کرمانشاه Kermãnshãh, also Romanized as Kermânsâh; also known as Bahtaran, Bākhtarān, Kermānshāhān and Qahremānshahr) là một thành phố tỉnh lỵ của tỉnh Kermanshah, Iran. Theo điều tra dân số năm 2006, thành phố này có dân số 784.602 người với 198.117 gia đình. 
Đa số dân cư ở đây là người Kurd Kermanshah và người Ba Tư Kermanshah. Kermanshah có cự ly 525 km so với thủ đô Tehran ở phía tây của Iran. Kermanshah có khí hậu miền núi và ôn hòa. Phần lớn dân cư là tín đồ Hồi giáo Shia.

## Khí hậu
| Dữ liệu khí hậu của Kirmaşan/Kermanshah, Iran (1961–1990, cực độ 1951–2010) | Dữ liệu khí hậu của Kirmaşan/Kermanshah, Iran (1961–1990, cực độ 1951–2010) | Dữ liệu khí hậu của Kirmaşan/Kermanshah, Iran (1961–1990, cực độ 1951–2010) | Dữ liệu khí hậu của Kirmaşan/Kermanshah, Iran (1961–1990, cực độ 1951–2010) | Dữ liệu khí hậu của Kirmaşan/Kermanshah, Iran (1961–1990, cực độ 1951–2010) | Dữ liệu khí hậu của Kirmaşan/Kermanshah, Iran (1961–1990, cực độ 1951–2010) | Dữ liệu khí hậu của Kirmaşan/Kermanshah, Iran (1961–1990, cực độ 1951–2010) | Dữ liệu khí hậu của Kirmaşan/Kermanshah, Iran (1961–1990, cực độ 1951–2010) | Dữ liệu khí hậu của Kirmaşan/Kermanshah, Iran (1961–1990, cực độ 1951–2010) | Dữ liệu khí hậu của Kirmaşan/Kermanshah, Iran (1961–1990, cực độ 1951–2010) | Dữ liệu khí hậu của Kirmaşan/Kermanshah, Iran (1961–1990, cực độ 1951–2010) | Dữ liệu khí hậu của Kirmaşan/Kermanshah, Iran (1961–1990, cực độ 1951–2010) | Dữ liệu khí hậu của Kirmaşan/Kermanshah, Iran (1961–1990, cực độ 1951–2010) | Dữ liệu khí hậu của Kirmaşan/Kermanshah, Iran (1961–1990, cực độ 1951–2010) |
| Tháng                                                                       | 1                                                                           | 2                                                                           | 3                                                                           | 4                                                                           | 5                                                                           | 6                                                                           | 7                                                                           | 8                                                                           | 9                                                                           | 10                                                                          | 11                                                                          | 12                                                                          | Năm                                                                         |
| --------------------------------------------------------------------------- | --------------------------------------------------------------------------- | --------------------------------------------------------------------------- | --------------------------------------------------------------------------- | --------------------------------------------------------------------------- | --------------------------------------------------------------------------- | --------------------------------------------------------------------------- | --------------------------------------------------------------------------- | --------------------------------------------------------------------------- | --------------------------------------------------------------------------- | --------------------------------------------------------------------------- | --------------------------------------------------------------------------- | --------------------------------------------------------------------------- | --------------------------------------------------------------------------- |
| Cao kỉ lục °C (°F)                                                          | 20.2 (68.4)                                                                 | 21.8 (71.2)                                                                 | 28.4 (83.1)                                                                 | 33.7 (92.7)                                                                 | 38.5 (101.3)                                                                | 43.0 (109.4)                                                                | 44.1 (111.4)                                                                | 44.0 (111.2)                                                                | 40.4 (104.7)                                                                | 34.4 (93.9)                                                                 | 28.4 (83.1)                                                                 | 25.4 (77.7)                                                                 | 44.1 (111.4)                                                                |
| Trung bình ngày tối đa °C (°F)                                              | 6.5 (43.7)                                                                  | 8.9 (48.0)                                                                  | 14.3 (57.7)                                                                 | 19.7 (67.5)                                                                 | 25.8 (78.4)                                                                 | 33.3 (91.9)                                                                 | 37.8 (100.0)                                                                | 37.0 (98.6)                                                                 | 32.5 (90.5)                                                                 | 25.0 (77.0)                                                                 | 16.7 (62.1)                                                                 | 9.7 (49.5)                                                                  | 22.3 (72.1)                                                                 |
| Trung bình ngày °C (°F)                                                     | 0.6 (33.1)                                                                  | 2.5 (36.5)                                                                  | 7.7 (45.9)                                                                  | 12.7 (54.9)                                                                 | 17.6 (63.7)                                                                 | 23.6 (74.5)                                                                 | 28.2 (82.8)                                                                 | 27.2 (81.0)                                                                 | 22.4 (72.3)                                                                 | 16.0 (60.8)                                                                 | 8.9 (48.0)                                                                  | 3.5 (38.3)                                                                  | 14.2 (57.6)                                                                 |
| Tối thiểu trung bình ngày °C (°F)                                           | −4.3 (24.3)                                                                 | −3.0 (26.6)                                                                 | 1.2 (34.2)                                                                  | 5.1 (41.2)                                                                  | 8.2 (46.8)                                                                  | 11.4 (52.5)                                                                 | 16.1 (61.0)                                                                 | 15.4 (59.7)                                                                 | 10.6 (51.1)                                                                 | 6.4 (43.5)                                                                  | 1.8 (35.2)                                                                  | 1.7 (35.1)                                                                  | 5.6 (42.1)                                                                  |
| Thấp kỉ lục °C (°F)                                                         | −24 (−11)                                                                   | −27.0 (−16.6)                                                               | −11.3 (11.7)                                                                | −6.1 (21.0)                                                                 | −1.0 (30.2)                                                                 | 2.0 (35.6)                                                                  | 8.0 (46.4)                                                                  | 8.0 (46.4)                                                                  | 1.2 (34.2)                                                                  | −3.5 (25.7)                                                                 | −17.0 (1.4)                                                                 | −17 (1)                                                                     | −27.0 (−16.6)                                                               |
| Lượng Giáng thủy trung bình mm (inches)                                     | 67.1 (2.64)                                                                 | 62.9 (2.48)                                                                 | 88.9 (3.50)                                                                 | 69.9 (2.75)                                                                 | 33.7 (1.33)                                                                 | 0.5 (0.02)                                                                  | 0.3 (0.01)                                                                  | 0.3 (0.01)                                                                  | 1.3 (0.05)                                                                  | 29.2 (1.15)                                                                 | 54.3 (2.14)                                                                 | 70.3 (2.77)                                                                 | 478.7 (18.85)                                                               |
| Số ngày mưa trung bình                                                      | 11.4                                                                        | 10.7                                                                        | 12.6                                                                        | 11.0                                                                        | 7.6                                                                         | 0.5                                                                         | 0.2                                                                         | 0.4                                                                         | 0.5                                                                         | 4.9                                                                         | 7.9                                                                         | 9.6                                                                         | 77.3                                                                        |
| Số ngày tuyết rơi trung bình                                                | 5.9                                                                         | 4.7                                                                         | 1.9                                                                         | 0.2                                                                         | 0.0                                                                         | 0.0                                                                         | 0.0                                                                         | 0.0                                                                         | 0.0                                                                         | 0.0                                                                         | 0.3                                                                         | 3.1                                                                         | 16.1                                                                        |
| Độ ẩm tương đối trung bình (%)                                              | 75                                                                          | 71                                                                          | 62                                                                          | 57                                                                          | 49                                                                          | 28                                                                          | 23                                                                          | 23                                                                          | 25                                                                          | 40                                                                          | 59                                                                          | 71                                                                          | 49                                                                          |
| Số giờ nắng trung bình tháng                                                | 134.8                                                                       | 150.1                                                                       | 180.7                                                                       | 204.6                                                                       | 268.0                                                                       | 348.3                                                                       | 349.1                                                                       | 336.7                                                                       | 304.6                                                                       | 242.8                                                                       | 187.6                                                                       | 147.9                                                                       | 2.855,2                                                                     |
| Nguồn 1: NOAA                                                               |                                                                             |                                                                             |                                                                             |                                                                             |                                                                             |                                                                             |                                                                             |                                                                             |                                                                             |                                                                             |                                                                             |                                                                             |                                                                             |
| Nguồn 2: Iran Meteorological Organization (cực độ)                          |                                                                             |                                                                             |                                                                             |                                                                             |                                                                             |                                                                             |                                                                             |                                                                             |                                                                             |                                                                             |                                                                             |                                                                             |                                                                             |